# Буново
Буново је насељено место у Бугарској. Налази се у саставу Општине Мирково, у Софијској области. Према подацима из 2020. године, Буново је имало 348 становника.

## Историја
Пре Ослобођења Бугарске од турске власти, у Бунову је деловао Бугарски револуционарни централни комитет основан од стране бугарског револуционара Васила Левског. Забележено је да је делегат локалног одбора из Бунова, учествовао на првој Великој народној скупштини 1879.
Током 1985. воз који је пролазио кроз Буново, био је мета бомбашког напада радикалних турских националиста, када је страдало 7 а повређено 9 људи.
У част жртава терористичког напада, 2007. године у Бунову је подигнут споменик.

## Образовање
У Бунову је од почетка 20. века па све до 2009. године постојала основна школа "Васил Левски", када је затворена услед недостатка ученика.

## Верски објекти
У Бунову постоји православна црква саграђена 1834. која је посвећена светом Теодору Тирону. Током 19. века у оквиру цркве је постојала и црквена школа и библиотека, у којој су локални свештеници учили сељаке да читају и пишу.

## Туристичке атракције
У Бунову је 2007. подигнут меморијални комплекс посвећен бугарском револуционару Василу Левском.
Железнички мост висок 30 метара који се налази у Бунову данас се користи за банџи џампинг.